# Màlie Sxerbinitxi
Màlie Sxerbinitxi (en rus: Малые Щербиничи) és un poble de l'óblast de Briansk, a Rússia, segons el cens del 2010 tenia 324 habitants. Pertany al districte de Zlinka.